# Melisa
Melisa is een geslacht van vlinders van de familie spinneruilen (Erebidae), uit de onderfamilie Arctiinae.

## Soorten
- M. atavistis Hampson, 1911
- M. croceipes (Aurivillius, 1892)
- M. diptera (Walker, 1854)
- M. grandis Holland, 1893
- M. hancocki Jordan, 1936